# Charaxes liberiae
Charaxes liberiae är en fjärilsart som beskrevs av Le Cerf 1923. Charaxes liberiae ingår i släktet Charaxes och familjen praktfjärilar. Inga underarter finns listade i Catalogue of Life.